# Anti Cimex
Gli Anti Cimex sono stati un gruppo hardcore punk svedese formato nel 1981 a Göteborg, ma con base negli anni anche a Skövde, Linköping e Malmö.

## Storia degli Anti Cimex
Sono stati uno dei primi gruppi hardcore scandinavi. Il loro EP Raped Ass è considerato un album fondamentale per il D-beat. Il critico Peter Jandreus descrive gli Anti Cimex come il gruppo punk svedese più famoso del decennio 1977-87.
Il loro nome deriva da quello dell'omonima compagnia di disinfestazioni, che a sua volta deriva da quello latino delle cimici, Cimex.

## Discografia
Album di studio
- 1990 - Absolut Country of Sweden
- 1992 - Scandinavian Jawbreaker

Live
- 1993 - Made in Sweden
- 1993 - Fucked in Finland

EP
- 1981 - Anarkist Attack
- 1983 - Raped Ass
- 1984 - Victims of a Bomb Raid

Raccolte
- 2000 - Country of Sweden
- 2006 - Fucked in Sweden
- 2006 - The Records 81-86
- 2007 - '81-'86 Discography
- 2007 - Demos 81-85

## Formazione
- Tomas "Freke" Jonsson - voce (82-93)
- Cliff Lundberg - chitarra (90-93)
- Lefty - basso (91-93)
- Charlie Claeson - batteria, basso
- Patrik Granath - batteria (85)
- Bonni "Bonta" Pontén - chitarra, voce (81)
- Sixten Andersson - basso (84-85)
- Jean-Louis Huhta - percussioni (84-87)
- Joakim "Joker" Pettersson - chitarra (81-86)
- "Cutting" - basso (82-83)
- Nils "Nillen" Andersson - voce (81-82)